# Condenado
Als Condenado (spanisch, „verdammt“, „verflucht“, „verurteilt“, auf Quechua oft als kundinadu, kundinaru oder gundinaru, auf Aymara und teilweise im bolivianischen Quechua kuntinaru transkribiert), regional oder lokal auf Quechua auch Kukuchi (Cusco, Qullaw, Bolivien) oder Asyaq (Huanca), ins Deutsche mit „Verdammter“ übersetzt, wird im Volksglauben in den Anden in Peru und Bolivien die Seele eines Menschen bezeichnet, der wegen schwerer Sünden eines qualvollen Todes starb und nun selbst des Nachts die Menschen terrorisiert und auch umbringt, bis ihn jemand durch Begleichung der Schuld endgültig tötet und so erlöst.

## Verbreitung der Legende
Vorstellungen von verdammten Seelen sündhafter Menschen ohne Erlösung sind im spanischsprachigen Raum wie auch in Europa weit verbreitet, unter dem Namen Condenado ist die Legende von der verdammten Seele jedoch weitgehend auf den Andenraum beschränkt. Dabei werden europäische Glaubensvorstellungen mit andiner Erzähltradition verbunden. In Peru nimmt der Condenado einen besonders grausigen, monströsen Charakter an. Ein Volksglaube an ähnliche Geisterwesen war unter Bauern in Spanien bis ins 20. Jahrhundert verbreitet und wurde wahrscheinlich durch die spanischen Eroberer nach Amerika gebracht.

## Ursprung der Legende
Den Bewohnern des Andenraums war der Begriff der Sünde vor der Conquista noch unbekannt, doch brachten die spanischen Priester im Zuge der Christianisierung den unterworfenen Indigenen bald ein Gefühl von Schuld für begangene Sünden bei – hier zu verstehen als Verstöße gegen die Ordnung der neuen Herrschaft. Die Patres stellten in der Dualität von Gut und Böse dem Bild von einer Seele, der die Gnade Gottes zuteilwurde, das Bild „einer verdammten Seele, die in allem die Schrecken ihrer Verzweiflung zeigte“, gegenüber. In seinem Ritual formulario von 1631 stellt Juan Pérez Bocanegra den Yndios gegenüber klar: „Wenn deine Ahnen die Huacas anbeteten, hatten sie nicht das Licht des Gesetzes Gottes, noch kannten sie Gott, aber den Teufel, der sie fortwährend betrog; und für diese Sünde verdammte er sie für immer.“

## Eigenschaften des Condenado
José María Arguedas veröffentlichte 1953 als erster eine Reihe von Erzählungen über den Condenado, die er im peruanischen Departamento Junín im Tal des Río Mantaro (Provinzen Jauja und Concepción) aufgezeichnet hatte, und bis heute ist er hierfür die meist genutzte Referenz. Er stellt in diesem Werk fest: „Im Volksglauben sind die Condenados sündige Seelen, die von Gott gerichtet zu einem Leben in den Kordilleren verdammt sind. Sie sind Geister, die in der Abenddämmerung oder zu bestimmten Stunden des Nachts herauskommen, durch die Umgebung der Kordilleren wandern und die Reisenden mit Schrecken erfüllen.“ In einer mit El Asiaj betitelten Erzählung (Wanka-Quechua asyaq, „stinkend“) ist die Rede von einem Condenado, „der Seele einer Person, die auf tragische Weise gestorben ist, durch Mord, Selbstmord oder Unfall, was als „böser Tod“ (mala muerte) bezeichnet wird. Diese Geister haben keine Erlösung, streifen des Nachts durch die einsamen Gegenden und überraschen die allein Reisenden, deren Tod sie verursachen“. In seiner Studie von 1956 über Puquio im Departamento Ayacucho führt er aus: „Die Menschen, welche Lasterhaftigkeit begingen, verbleiben leidend in der Welt als Verdammte. Sie irren heulend umher, verzehren wilde Tiere und menschliche Wesen, bis irgendein ungewisser Eingriff Gottes (des katholischen) sie rettet. Deswegen müssen sie noch einmal sterben, den wahren Tod erleiden, ihre Trennung von dieser Welt. Der Eingriff kann eine Begegnung sein mit einer Person, die sie erlöst und anbietet, für sie Buße zu tun, indem sie den Diebstahl wieder zurückerstattet und begangenes Unrecht wieder gutmacht im Namen des Verdammten oder sie durch irgendeine List lebendig verbrennt.“
In einem peruanischen Quechua-Schulwörterbuch für die interkulturelle zweisprachige Erziehung von 2014 wird der Kukuchi, spanisch Condenado, auf Quechua als Wesen beschrieben, das in den „schlechten Stunden“ des Nachts [nach Art eines Hahns] krähend wie ein Mensch umherlaufen und wie ein Hund heulen, zudem Menschen fressen soll. Der folgende Beispielsatz lautet: „Die Kinder wollen nachts nicht umherlaufen, weil sie sich vor dem Kukuchi fürchten.“
Laut mündlicher Tradition der Quechua der Region Cusco (Chinchero) können Condenados auch als Tiere erscheinen: Hunde, Katzen, Eidechsen, Kröten, Schlangen, Eulen oder andere Vögel. Treten sie in menschlicher Gestalt auf, so sind sie daran erkennbar, dass sie keine Nahrung für Menschen essen, sondern ungenießbare Dinge wie Stacheln und Dornen verschiedener Sukkulenten, dies aber in geringer Menge. In manchen Erzählungen sind sie auf das Fleisch ihrer menschlichen Opfer aus.
In ihrer Abneigung gegen Menschennahrung und auch in ihrer Bosheit gleichen den Condenados die furchterregenden Suq'a (auch soq'a), von denen Erzählungen unter anderem aus Chinchero und aus Q'ero bekannt sind. Sie sind die bösen Geister von Ñawpa Machu, Vorfahren der Indigenen in einem früheren Zeitalter, deren Körper in der Sonne ausgetrocknet sind, und werden auch Millay Machu, „Böse Alte [Vorfahren]“, genannt. Ihre Knochen und vertrocknete Haut findet man bei Q'ero noch in alten Gräbern (chullpa) aus der Inkazeit.

## Der Condenado wird vom Sohn des Bären erschlagen
In Erzählungen der Quechua der Region Cusco in Peru wie auch im dortigen Bärentanz beim Fest Quyllur Rit'i („Stern-Schnee“) in Ocongate am Berg Ausangate wird die Legende vom Condenado mit dem Bärenmythos von Juan Oso, dem Sohn eines Bären und einer menschlichen Frau, verknüpft. Seiner eigenen Bürde, durch seine übernatürliche Bärenkraft eine Gefahr und Last für das Dorf seiner Mutter zu sein, kann der Bärensohn sich entledigen, indem er das Dorf von einem Condenado befreit, wobei er auch diesen durch den endgültigen Tod von der Verdammnis erlöst. Derselbe Erzählstoff vom Sieg des Bärensohns über den Condenado ist auch aus der Region Ayacucho (Lucanamarca) sowie von den Aymara in Bolivien bekannt.

## Adaptation in der Literatur
José María Arguedas nimmt in seinem Roman Die tiefen Flüsse mehrfach auf den Condenado (deutsch: Verdammter) Bezug. Der katholische Priester verdammt die aufsässigen Chicheras (Maisbierverkäuferinnen), die Salzsäcke gestohlen und an die Peones von Patibamba verteilt hatten: „Diebstahl bringt Fluch über die Seele; wer stiehlt oder gestohlenes Gut empfängt, macht sich schuldig, er ist ein Verdammter, der keine Ruhe findet, der Ketten mit sich herumschleppt, der von den verschneiten Gipfeln herab in den Abgrund fällt, der wie ein verfluchter Esel aus den Schluchten auf die Berge steigt“. An anderer Stelle erzählt der aus den Höhen der Anden stammende Palacito von den Condenados: „Die Verdammten finden keine Ruhe. [...] Sie finden nicht einmal jemanden, der sie verbrennt. [...] Die Verdammten brennen wie Schweine, sie brüllen, sie schreien zitternd und bebend um Hilfe. [...] Aber wie viele Verdammte müssen ihre Strafe für immer erleiden!“
Die peruanische Dichterin Ch’aska Anka Ninawaman lässt in ihrem Gedicht Kundinaru im Gedichtband Chaskaschay einen Verdammten auf Cusco-Quechua sprechen. Die ersten Zeilen des Quechua-Textes können wie folgt wiedergegeben werden: In der Welt des Todes bin ich ein Leidender, ich wandere nicht mehr menschenhaft, ich bin auch nur noch ein vom Wind zu Tragender.

## Trivia
Der Condenado ist in seiner Aymara-Transkription kuntinaru Namensgeber der 2011 erstbeschriebenen fossilen Säugetiergattung Kuntinaru aus der Gruppe der Gürteltiere (Dasypoda) mit einer näheren Beziehung zur Unterfamilie der Tolypeutinae (Kugelgürteltiere, Riesengürteltier und Nacktschwanzgürteltiere).

## Zum Hören
- Qharin wasanchaq warmimantawan kukuchimantawan (Condenado y mujer mañosa, audio profesional), Youtube (Quechua-Hörspiel: nur Audio, ohne Bilder)